# Bellmund
Bellmund (tiếng Pháp: Belmont) là một đô thị ở huyện Nidau ở bang Bern ở Thụy Sĩ. Đô thị này có diện tích 3,8 km², dân số năm 2005 là 1306 người. Knebelburg là một pháo đài công sự thời Trung cổ là một di sản lịch sử quốc gia của Thụy Sĩ.